# Hulstaertiella
Hulstaertiella is een geslacht van wantsen uit de familie van de Reduviidae (Roofwantsen). Het geslacht werd voor het eerst wetenschappelijk beschreven door Henri Schouteden in 1931.

## Soorten
Het genus is monotypisch en bevat alleen de volgende soort:

- Hulstaertiella christyi Schouteden, 1931